# Letland op de Olympische Zomerspelen 1924
Letland debuteerde op de Spelen tijdens de Olympische Zomerspelen 1924 in Parijs, Frankrijk. Er werden geen medailles gewonnen.

## Deelnemers en resultaten

### Atletiek
| Olympiër           | Discipline            | Resultaat   | Prestatie                               |
| ------------------ | --------------------- | ----------- | --------------------------------------- |
| Artūrs Gedvillo    | 100m (m)              | series      | serie 16: 5de                           |
| Gvido Jekals       | 100m (m)              | series      | serie 10: 5de                           |
| Jānis Oja          | 100m (m)              | kwartfinale | serie 5: 2de kwartfinale 3: 5de         |
| Oto Seviško        | 100m (m)              | kwartfinale | serie 3: 2de in 11,8 kwartfinale 6: 5de |
| Gvido Jekals       | 200m (m)              | series      | serie 12: 3de                           |
| Jānis Oja          | 200m (m)              | kwartfinale | serie 17: 2de kwartfinale 1: 4de        |
| Oto Seviško        | 200m (m)              | series      | serie 5: 5de                            |
| Vilis Cimmermans   | 5000m (m)             | series      | serie 1: 12de                           |
| Artūrs Motmillers  | 5000m (m)             | series      | serie 3: 13de                           |
| Vilis Cimmermans   | 10000m (m)            | DNF         | niet gefinisht                          |
| Artūrs Motmillers  | 10000m (m)            | 10e         | 32.44,0                                 |
| Alfrēds Kalniņš    | 10km snelwandelen (m) | DSQ         | serie 2: gediskwalificeerd              |
| Arvīds Ķibilds     | 10km snelwandelen (m) | DSQ         | serie 1: gediskwalificeerd              |
| Alfrēds Ruks       | 10km snelwandelen (m) | DSQ         | serie 1: gediskwalificeerd              |
| Arvīds Ķibilds     | kogelstoten (m)       | 19e         | kwalificatie: 19de met 12,53m           |
| Arvīds Ķibilds     | discuswerpen (m)      | 22e         | kwalificatie: 22ste met 35,79m          |
| Teodors Sukatnieks | discuswerpen (m)      | 21e         | kwalificatie: 21ste met 35,985 punten   |
| Arvīds Ķibilds     | speerwerpen (m)       | 16e         | kwalificatie groep B: 8ste met 50,16m   |
| Arvīds Ķibilds     | tienkamp (m)          | 14e         | 5981,67 punten                          |

### Boksen
| Olympiër        | Discipline  | Resultaat | Prestatie                              |
| --------------- | ----------- | --------- | -------------------------------------- |
| Ernests Gūtmans | -61,2kg (m) | 17e       | 1ste ronde: V van URU Nicolari: punten |

### Gewichtheffen
| Olympiër        | Discipline  | Resultaat | Prestatie |
| --------------- | ----------- | --------- | --------- |
| Ēriks Rauska    | -67,5kg (m) | 21e       | 325kg     |
| Alberts Ozoliņš | -75kg (m)   | 25e       | 340kg     |
| Ēriks Reihmanis | -82,5kg (m) | 15e       | 430kg     |
| Kārlis Leilands | +82,5kg (m) | 5e        | 497,5kg   |

### Voetbal
| Olympiër | Discipline | Resultaat | Prestatie                                        |
| --- | ---------- | --------- | ------------------------------------------------ |
| Aleksandrs Roge Arkādijs Pavlovs Arvīds Bārda Arvīds Jurgens Edvīns Bārda Kārlis Ašmanis Kārlis Bone Pauls Sokolovs Rūdolfs Bārda Česlavs Stančiks Voldemārs Plade Adolfs Greble Artur Timpers Peteris Lauks | mannen     | 9e        | 1ste ronde: vrij 2de ronde: V van Frankrijk: 0-7 |

### Wielersport
| Olympiër                                                         | Discipline               | Resultaat | Prestatie                       |
| ---------------------------------------------------------------- | ------------------------ | --------- | ------------------------------- |
| Roberts Plūme                                                    | sprint (m)               | 19e       | serie 11: 3de herkansingen: 3de |
| Artūrs Zeiberliņš                                                | sprint (m)               | 19e       | serie 10: 3de herkansingen: 2de |
| Andrejs Aspītis Roberts Plūme Fridrihs Ukstiņš Arturs Zeiberliņš | ploegenachtervolging (m) | 7e        | serie 6: V van Polen            |

### Worstelen
| Olympiër         | Discipline     | Resultaat      | Prestatie |
| Grieks-Romeins   | Grieks-Romeins | Grieks-Romeins | Grieks-Romeins |
| ---------------- | -------------- | -------------- | --- |
| Alberts Krievs   | -58kg (m)      | 17e            | 1ste ronde: V van NED van Maaren 2de ronde: V van HUN Magyar                                                           |
| Jānis Rudzītis   | -62kg (m)      | 18e            | 1ste ronde: V van AUT Mezulian 2de ronde: V van DEN Eriksen                                                            |
| Rūdolfs Ronis    | -67,5kg (m)    | 6e             | 1ste ronde: W van BEL Christoffel 2de ronde: W van TUR Akbaş 3de ronde: W van EST Praks 4de ronde: V van HUN Keresztes |
| Kārlis Vilciņš   | -75kg (m)      | 15e            | 1ste ronde: W van NED Doll 2de ronde: V van DEN Christoffersen 3de ronde: V van YUG Grbić                              |
| Arnolds Baumanis | -82,5kg (m)    | 10e            | 1ste ronde: W van AUT Sax 2de ronde: V van DEN Nielsen                                                                 |
| Jānis Polis      | +82,5kg (m)    | 5e             | 1ste ronde: V van DEN Larsen 2de ronde: W van ITA Giuria 3de ronde: W van BEL Pothier 4de ronde: V van HUN Badó        |

Argentinië · Australië · België · Brazilië · Brits-Indië · Bulgarije · Canada · Chili · Cuba · Denemarken · Ecuador · Egypte · Estland · Filipijnen · Finland · Frankrijk · Griekenland · Groot-Brittannië · Haïti · Hongarije · Ierland · Italië · Japan · Joegoslavië · Letland · Litouwen · Luxemburg · Mexico · Monaco · Nederland · Nieuw-Zeeland · Noorwegen · Oostenrijk · Polen · Portugal · Roemenië · Spanje · Tsjecho-Slowakije · Turkije · Uruguay · Verenigde Staten · Zuid-Afrika · Zweden · Zwitserland